# Hutchinsonit
Hutchinsonit – rzadki minerał z grupy siarkosoli zawierający tal, arsen i ołów.
Odkryty w 1903 roku. Nazwa upamiętnia Artura Hutchinsona (1866–1937), profesora mineralogii na Uniwersytecie w Cambridge.

## Właściwości
Arsen może być częściowo zastąpiony przez antymon. Typowym zanieczyszczeniem w strukturze jest także srebro. Krystalizuje w układzie rombowym. Kryształy mają pokrój od słupkowego do igiełkowego, włókniste. Występuje w skupieniach promienistych i jako naloty. Jest minerałem kruchym, nieprzezroczystym do półprzezroczystego. Posiada czerwoną rysę i najczęściej diamentowy połysk.

## Występowanie
Występuje w hydrotermalnych utworach wraz z miedzią i srebrem przy wysokim poziomie zawartości arsenu. Często w formie spłaszczonych, pryzmatycznych, małych kryształów w dolomicie. Towarzyszą mu najczęściej aurypigment, enargit, piryt, baryt, sfaleryt, galena, sartoryt, realgar, kwarc i dolomit. Typową lokalizacją jest Szwajcaria. Występuje także w Niemczech, Peru, Japonii, Chinach, Iranie, Rosji.

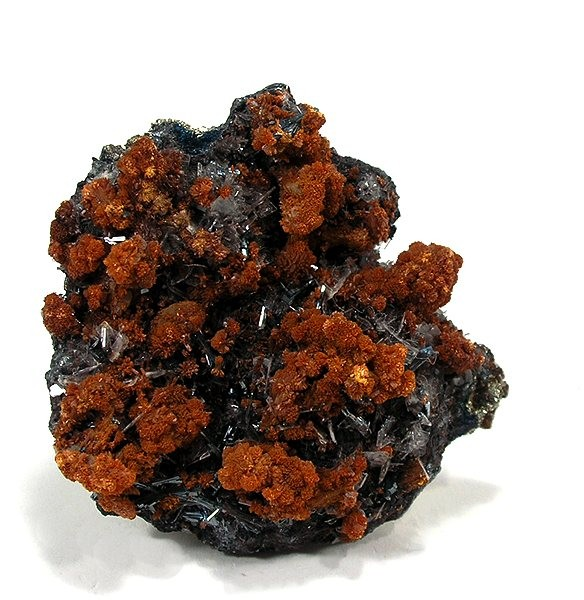
Hutchinsonit w towarzystwie aurypigmentu z Peru